# Бурганкентский сельсовет
Бурганкентский сельсовет — административно-территориальная единица и муниципальное образование со статусом сельского поселения в Табасаранском районе Дагестана Российской Федерации.
Административный центр — село Бурганкент.

## Население
| 2002  | 2010  | 2012  | 2013  | 2014  | 2015  | 2016  |
| ----- | ----- | ----- | ----- | ----- | ----- | ----- |
| 1163  | ↘1124 | ↘1108 | ↘1091 | ↘1077 | ↘1068 | ↘1033 |
| 2017  | 2018  | 2019  | 2020  | 2021  | 2023  | 2024  |
| ↘1017 | ↗1054 | ↘1043 | →1043 | ↘913  | ↗916  | ↗917  |
| 2025  |       |       |       |       |       |       |
| ↘916  |       |       |       |       |       |       |

## Состав
| № | Населённый пункт | Тип населённого пункта       | Население |
| - | ---------------- | ---------------------------- | --------- |
| 1 | Бурганкент       | село, административный центр | ↘531      |
| 2 | Хюряк            | село                         | ↘382      |